# ATRACO FC
El ATRACO FC fue un equipo de fútbol de Ruanda que jugó en la Primera División de Ruanda, la liga de fútbol más importante del país.

## Historia
Fue fundado en el año 2002 en la capital Kigali como representativo del grupo de taxistas de Ruanda, el cual ha salido campeón de liga en 1 ocasión y campeón de clubes de la CECAFA en el año 2009.
En la temporada 2009-10, el equipo se retiró del torneo, con lo que automáticamente descendió a la Segunda División de Ruanda, desapareciendo un año después por malos manejos internos y por las deudas de pagos de salarios de tres meses a jugadores y cuerpo técnico.

## Palmarés
- Primera División de Ruanda: 1

2008
- Segunda División de Ruanda: 1

2005
- Copa de Ruanda: 1

2009
- Campeonato de Clubes de la CECAFA: 1

2009

## Participación en competiciones de la CAF
| Temporada | Torneo                       | Ronda      | Club            | Casa | Visita | Global       |
| --------- | ---------------------------- | ---------- | --------------- | ---- | ------ | ------------ |
| 2007      | Copa Confederación de la CAF | Preliminar | Prince Louis FC | 3-0  | 0-0    | 3-0          |
| 2007      | Copa Confederación de la CAF | 1          | Defence FC      | 2-0  | 0-1    | 2-1          |
| 2007      | Copa Confederación de la CAF | 2          | EGS Gafsa       | 2-2  | 1-1    | 3-3 (a)      |
| 2009      | Liga de Campeones de la CAF  | Preliminar | Al-Merrikh SC   | 0-0  | 1-2    | 1-2          |
| 2010      | Copa Confederación de la CAF | Preliminar | Amal Atbara     | 2-0  | 0-2    | 2-2 (9-10 p) |